# Lissák György
Lissák György (Budapest, 1941. május 26. – Budapest, 2009. június 10.) Munkácsy Mihály-díjas magyar iparművész, ipari formatervező, művészettörténész.

## Tanulmányai
Lissák György középfokú tanulmányait a soproni Berzsenyi Dániel Gimnáziumban végezte. Felsőfokú tanulmányokat a Magyar Iparművészeti Főiskolán folytatott formatervező szakon, ahol 1966-ban diplomázott. Borsos Miklós, Dózsa Farkas András, Kovács Imre, Litkei József tanároktól, formatervezőktől tanult a főiskolai évek alatt. 1984-ben befejezte a Lukács György Esztétikai Szemináriumot, ahol Bizám Lenke tanítványa volt. Később az Eötvös Loránd Tudományegyetemen művészettörténet szakon folytatott tanulmányokat, doktori disszertációját 1987-ben védte meg a design esztétika témakörből.

## Munkássága
Formatervezői tevékenysége során kohászati munkagép terveket készített a Kohászati Gyárépítő Vállalat munkatársaként, az ipari hőkezelő kemencék kategóriában világszinten újított. A Magyar Vízművek számítógépes rendszerét korszerűsítette sokadmagával. A Mélyépítési Tervező Vállalatnál, majd a Szilikátipari Kutatóintézetnél dolgozott. Az Antenna Hungária TV vezérlőközpontjának kialakítója. Poroltó készülékeket tervezett az ELZETT Fémipari Vállalatnál. A Szellőző Műveknek, a Taurus Gumiipari Vállalatnak, a Kohászati Gyárépítő Vállalatnak (KGYV), a ceglédi Aranygallér Sütőipari Vállalatnak, és a Zalkatej Rt.-nek ő készítette el az arculat terveit az Országos Műszaki Fejlesztési Bizottság (OMFB), majd a Magyar Formatervezési Tanács (MFT) támogatásával.

## Oktatói munkája, publikációs tevékenysége
Lissák György hozta létre és oktatta a termékkommunikáció tantárgyat az egyetemeken. Ehhez írta meg a Formáról című design esztétikai művét, amelyet a Láng Kiadó és Holding Rt. 1998-ban jelentetett meg. 2009-es publikációja A gondolattól a formáig, dizájn esszék, melyet a Napkiadó nyomtatott és terjesztett. Publikációit rengeteg médiumban megtaláljuk, a Művészetben, a Magyar Nemzetben, az Autós Magazinban, továbbá a Lakáskultúra, a 168 óra, az Autósélet, a Népszabadság, a Metro című kiadványokban. Glasgowban, Frankfurtban, Tajpejben is tartott előadásokat. Itthon bekapcsolódott a Zsennyei Műhely munkájába, ő volt a Tervezzünk Opelt című országos pályázat ötletgazdája.

## Kötete
- A formáról. Budapest, 1998.

## Díjak, elismerések (válogatás)
- BNV[2] Vásári Nagy Díj, 1979, Hidroterm vízmelegítő berendezés, Fegyver- és gépgyár (FÉG)
- Formatervezési Nívódíj, 1981, Polidom műanyagház, Veszprémi Vízmű
- BNV Vásári Díj, 1982, Füstgázgenerátor, KGYV
- Munkácsy Mihály-díj, 1984
- Művészeti Alap Művészetszervezői Nívódíja, 1985
- Formatervezési Nívódíj, 1987, Rial indukciós kemence, Kohászati Gyárépítő V.
- Gépipari Formatervezési Triennálé Díj, 1987
- Formatervezési Nívódíj, 1989, Ricu elektromos olvasztó kemence, KGYV
- Dózsa Farkas András-díj, a magyar formatervező szakma elismerése, 1993
- Paul Harris-díj, A Rotary Világszervezet kitüntetése, 2008